# Famille d'Angennes
La famille d'Angennes fut une noble maison de France, ainsi nommée de la terre d'Angennes en Thymerais (Perche).

## Origines
Elle est connue depuis le XIVe siècle : « Le premier qui soit connu par titres est Regnault d'Angennes écuyer, qui le 8. avril 1304. acheta pour 950. francs d'or du poids commun d’hébergement... » Les membres de cette famille ont porté le titre de seigneurs, puis de marquis de Rambouillet, de marquis de Maintenon, et autres.

## Personnalités
- Regnault d'Angennes, ou Renault d'Angennes (m. 1417)[4], fils de Robert d'Angennes et peut-être d'une fille de la Maison de Melun, dame de La Loupe, mais c'est incertain ? ou bien la Loupe est-elle venue plutôt aux d'Angennes par acquisition ? ; seigneur de Rambouillet, grand écuyer du roi, chambellan, maître des portes de la sénéchaussée de Carcassonne[5]. Marié à Anne d'Angelliers. Ils ont deux fils, Jean, qui suit, and Louis.
- Jean Ier d'Angennes, dit Sapin, (m. 1418), fils aîné du sus-nommé Regnault, chevalier, seigneur de Rambouillet et de La Loupe, chambellan du roi et du duc de Guyenne, gouverneur du Dauphiné[6]. Marié à Jeanne de Courtremblay. Décapité sur ordre du roi d'Angleterre au siège de Rouen en 1418[6].
- Jean II d’Angennes, dit Sapin, (? -1490), fils de Jean Ier d'Angennes, chevalier, seigneur de Rambouillet, écuyer d’honneur de Charles VII et gouverneur de Mantes, marié à Philippa du Bellay. Tous deux enterrés en l'église Saint-Lubin de Rambouillet[6].
- Charles Ier d'Angennes, (m. 10 février 1514), fils de Jean II d'Angennes, seigneur de Rambouillet et de La Loupe, marié à Marguerite de Coësmes de Lucé en 1491. Sept enfants, dont Jacques d'Angennes, qui suit. Meurt à Rambouillet. Enterré en l'église Saint-Lubin, ainsi que sa femme[6].
- Jacques Ier d'Angennes, (m. 1562), fils de Charles Ier, seigneur de Rambouillet, Villeneuve, Maintenon, Meslay, La Moutonnière, du Fargis..., favori de François Ier, capitaine des gardes de ce prince et de ses trois successeurs, qui remplit d'importantes missions en Allemagne, marié en 1526 à Isabeau Cotereau (m. 1554), héritière de son père, Jean Cot(t)ereau, financier, intendant des Finances, chevalier, seigneur par acquisition de Maintenon, Nogent-le-Roi, Montlouet à Gallardon... Jacques d'Angennes mourut en 1562, laissant douze enfants: neuf fils et trois filles[7].
- Charles d'Angennes (1530-1587), le deuxième fils de Jacques Ier d'Angennes, cardinal de Rambouillet (1530-1587). Il fut évêque du Mans (1560), assista au concile de Trente, et fut ambassadeur auprès de Grégoire XIII. Mourut en Italie[7]. Il a laissé des Mémoires.
- Nicolas d'Angennes, quatrième fils de Jacques Ier d'Angennes, seigneur de Rambouillet, de la Villeneuve, de la Moutonnière, capitaine des gardes de Charles IX et de Henri III, ambassadeur de Henri III puis d'Henri IV à Rome et en Allemagne, fut aussi gouverneur de Metz et du pays messin, et fut apprécié de Henri IV. Marié à Julienne dame d'Arquenay (m. 1609), unique fille et héritière de Claude seigneur d'Arquenay, vidame du Mans. Ils eurent deux enfants, Charles (plus bas) et Madeleine[8].
- Claude d'Angennes (1538-1601), cinquième fils de Jacques Ier d'Angennes, comte de Noyon, pair de France, conseiller clerc du parlement de Paris, évêque de Noyon, puis du Mans après la mort de son frère Charles[4].
- Louis d'Angennes (vers 1536-1601), marquis de Maintenon, baron de Meslay, sixième fils de Jacques Ier d'Angennes. Marié à Françoise d'O. Le couple eut six enfants, dont l'aîné est Charles d'Angennes marquis de Maintenon, époux en 1607 de Françoise-Julie de Rochefort et cousin germain de Charles II d'Angennes de Rambouillet (ci-dessous) - c'est de ces d'Angennes que part la branche de Maintenon[9].
- Louis d’Angennes de Rochefort de Salvert († vers 1657), marquis de Maintenon, fils de Charles et petit-fils de Louis d'Angennes de Maintenon ci-dessus, marié en 1640 avec Marie Le Clerc du Tremblay, nièce du père Joseph  ;
- Jacques d'Angennes (1577-1647), fils de Louis, fut évêque de Bayeux, nommé à ce poste par le roi Henri IV, enterré à Maintenon[9].
- Charles II d'Angennes (1577-1652), marquis de Rambouillet et de Pisani, baron de Talmont, seigneur d'Arquenay, vidame et sénéchal du Mans, fils de Nicolas, fut maréchal de camp, ambassadeur en Piémont et en Espagne (1627). Épousa Catherine de Vivonne, qui suit. Le couple eut sept enfants, dont la célèbre et incomparable Julie ci-après. Il mourut à Paris en 1652[8].
- Catherine de Vivonne (1588-1665), marquise de Rambouillet, épouse de Charles II (ci-dessus), célèbre par son salon littéraire la chambre bleue de l'Hôtel de Rambouillet. Enterrée à Paris au couvent des Carmélites[9].
- Julie d'Angennes, dite l’incomparable Julie (1607-1671), Marquise de Rambouillet et de Pisani, fille des précédents, et épouse du duc de Montausier. Enterrée à Paris au couvent des Carmélites[9]. C'est à elle que fut dédiée la Guirlande de Julie.
- Madeleine d'Angennes, Dame de La Loupe (1629-1714), épousa le 25 avril 1655 le maréchal de La Ferté Sennecterre.
- Charles-François d'Angennes (1648-vers 1691), marquis de Maintenon, fils de Louis de Rochefort ci-dessus. Après avoir vendu en 1674 son château et son titre à Françoise d'Aubigné, future marquise de Maintenon, il fut corsaire puis planteur de canne à sucre à la Martinique, ainsi que gouverneur de l'île Marie-Galante de 1679 à 1686. Il épousa en 1678 Catherine Giraud de Poincy : le couple eut quatre enfants[10].

## Demeures de famille
- Château de Rambouillet
- Château de Maintenon
- Château du Tremblay sur Mauldre

## Pour approfondir